# Ранник вузлуватий
Ранник вузлуватий (Scrophularia nodosa), підтинник — багаторічна трав'яниста рослина родини ранникових.

## Опис

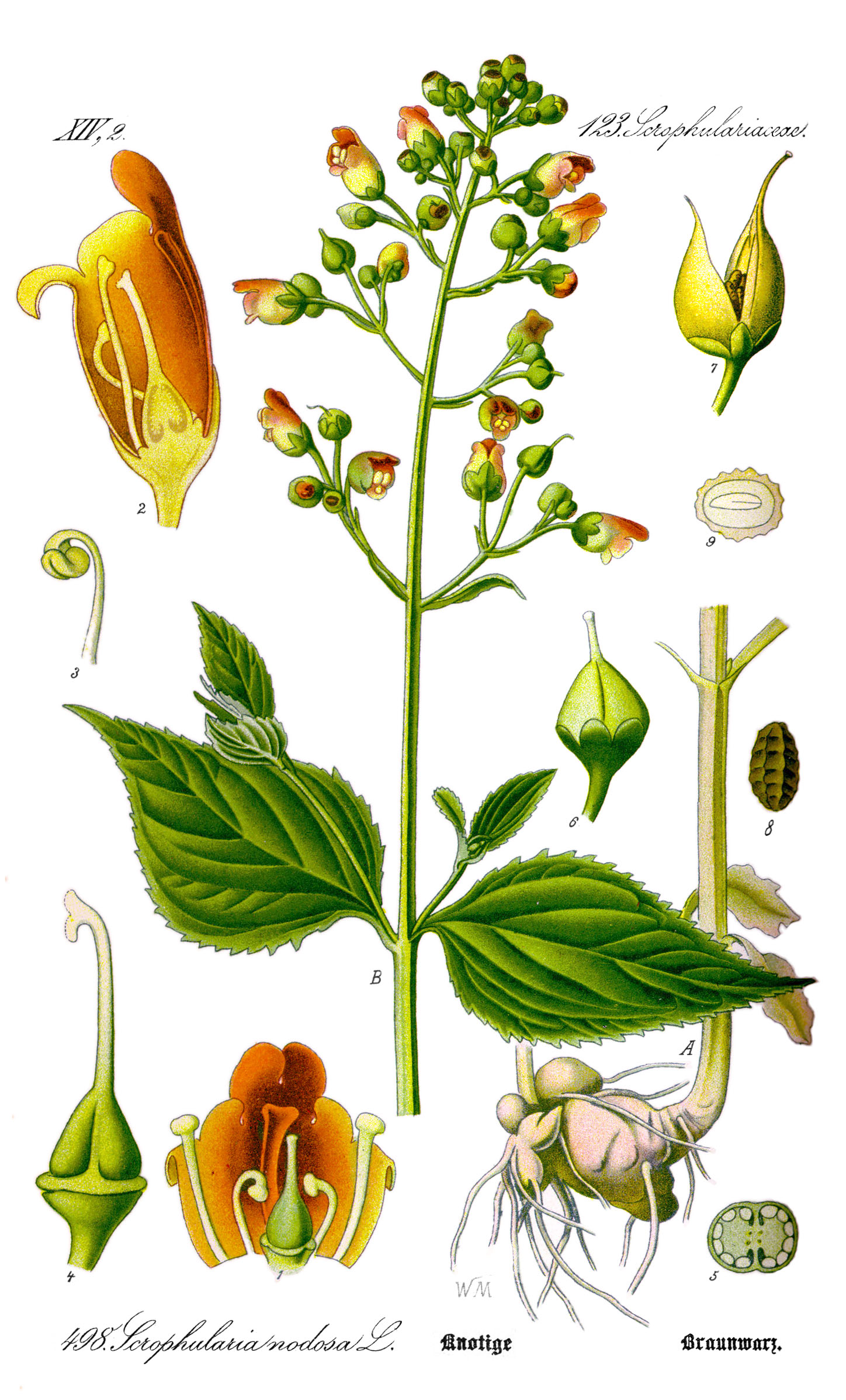
Scrophularia nodosa з книги О. В. Томе «Flora von Deutschland, Österreich und der Schweiz», 1885

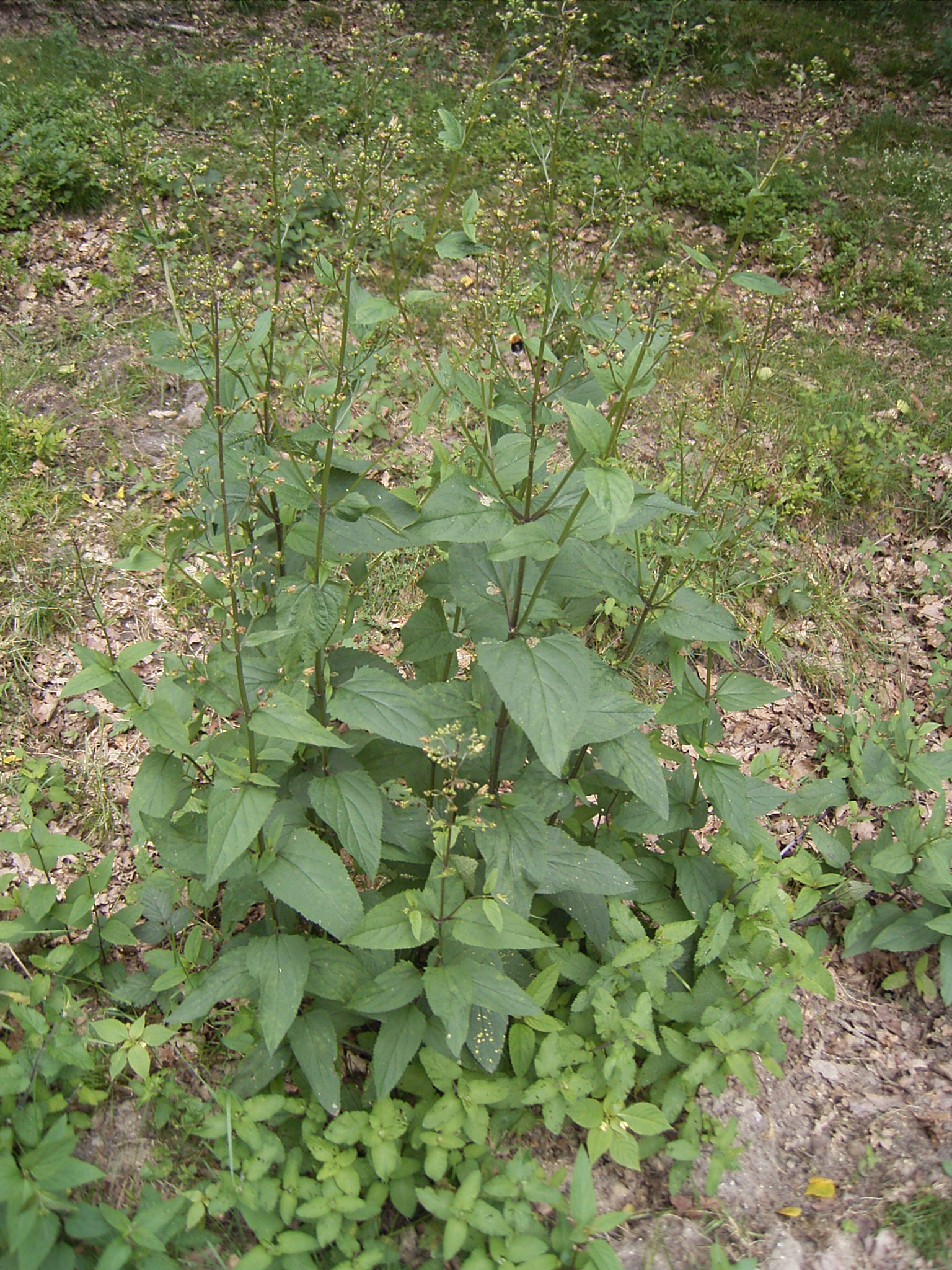

Має м'ясисте, бульбоподібно потовщене кореневище. Стебло прямостояче, просте, 40—100 см заввишки, гострочотиригранне, гладеньке, іноді на верхівці трохи залозисте. Листки супротивні, черешкові, видовжено-яйцеподібно-довгасті або ланцетно-довгасті, пилчасті, гострі, 5—16 см завдовжки і 2—8 см завширшки. Квітки дрібні, двостатеві, неправильні, зібрані у довге волотисте суцвіття; віночок зеленаво-бурий, глечикоподібно-дзвоникоподібний, з майже двогубим п'ятилопатевим відгином і з нижньою лопаттю, яка відігнута донизу, верхня частина і спинка буро-червоні. Чашечка в 2,5—4 рази коротша за віночок. Плід — коробочка. Цвіте з травня до серпня.

## Поширення
Ранник вузлуватий росте по всій території України (на півдні рідше) на луках, серед чагарників, у лісах.

## Заготівля і зберігання
Для виготовлення ліків, використовують траву (Herba Scrophulariae nodo-sae) і кореневище (Rhizoma Scrophulariae nodosae). Траву заготовляють в період цвітіння рослини, зрізуючи верхівки стебел завдовжки ЗО см. Кореневища копають восени. Зібрану сировину сушать у затінку на вільному повітрі або в приміщенні, яке добре провітрюється. Сухої сировини виходить 20 % . Зберігають у щільно закритих банках або бляшанках, дотримуючись правил зберігання отруйних рослин. Рослина неофіцинальна.

## Хімічний склад
У траві й кореневищах рослини є алкалоїди, отруйний сапонін, флавоноїд гесперидин, дубильні й смолисті речовини та органічні кислоти (масляна, корична, яблучна).

## Фармакологічні властивості і використання
При призначенні всередину препарати ранника вузлуватого виявляють дермото-нічну, протиалергічну, болетамувальну і протисвербцеву дію. Зважаючи на це, настій кореневищ п'ють при сверблячих висипах на шкірі й запаленні лімфатичних вузлів, а настій трави — при кропив'янці. Крім того, настій кореневищ рекомендується при скрофульозі, зобі, новоутвореннях і суглобовому ревматизмі. При зовнішньому застосуванні препарати ранника вузлуватого діють протизапально, тамують біль, заспокоюють свербіння, прискорюють гоєння ран. Настій кореневищ використовують для компресів (2—3 рази на день при фурункулах і свербінні шкіри), примочок (2—3 рази на день при геморої) і полоскання (при ангінах). Свіжу потовчену траву або порошок із сушеної трави використовують для гоєння ран. Припарки з сушеної трави застосовують при абсцесах. У гомеопатії використовують есенцію з свіжої трави.